# Jewgeni Wassiljewitsch Mironow
Jewgeni Wassiljewitsch Mironow (russisch Евгений Васильевич Миронов, engl. Transkription Yevgeniy Mironov; * 1. November 1949 in Staraja Russa) ist ein ehemaliger sowjetischer Kugelstoßer.
Bei den Olympischen Spielen 1976 in Montreal und bei den Leichtathletik-Europameisterschaften 1978 in Prag gewann er jeweils die Silbermedaille.
1976 wurde er sowjetischer Meister mit seiner persönlichen Bestleistung von 21,53 m. 1981 errang er erneut den nationalen Titel.